# Bruce Beutler
Bruce Alan Beutler (Chicago, Illinois, 29 de diciembre de 1957) es un inmunólogo y genetista estadounidense. En 2011 recibió, junto a Jules Hoffmann, el Premio Nobel de Medicina y Fisiología por «sus descubrimientos concernientes a la activación de la inmunidad innata» (el otro galardonado de ese año fue Ralph Steinman).
Beutler es profesor y director del Departamento de Genética del Instituto de Investigación de Scripps en La Jolla, California, EE. UU. Su padre, Ernest Beutler, un hematólogo y médico genetista, también fue profesor y jefe de departamento en el Instituto de Investigación de Scripps.

## Formación
Nacido en el seno de una familia judía, entre 1959 y 1977, Beutler vivió en el sur de California. Estudió secundaria en la Escuela Politécnica de Pasadena. Se matriculó en la Universidad de California en San Diego, donde se graduó a la edad de 18 años en 1976. Formó parte del alumnado de la facultad de medicina de la Universidad de Chicago en 1977 donde se doctoró a la edad de 23 años, en 1981.
A lo largo de su juventud, Beutler desarrolló un interés tardío por las ciencias biológicas. Algunas de sus experiencias formativas en biología incluyeron formación en el laboratorio donde su padre trabajaba y posteriormente en el laboratorio de Susumu Ohno, un genetista de mamíferos conocido por sus trabajos en evolución, estructura del genoma, y la diferenciación sexual. Además, trabajó en los laboratorios de Abraham Braude, experto en la biología de los lipopolisacáridos (LPS) también denominados endotoxinas, y Patricia Spear, una autoridad en virología del virus de la herpes simple. Posteriormente, Beutler profundizó la investigación científica tanto en el campo del virus del herpes simple como en el de los lipopolisacáridos o LPS, lo que le ayudó a comprender los mecanismos innatos de la resistencia a las infecciones que posteriormente denominó como autoinmunidad.

## Vida académica
Desde 1981 hasta 1983 Beutler continuó su práctica médica en el Centro Médico del Suroeste, dependiente de la Universidad de Texas, en Dallas (EE. UU.) como interino del Departamento de Medicina Interna, así como residente en el Departamento de Neurología.
Entre 1983 y 1985 hizo su postdoctorado como becario en la Universidad Rockefeller, en el laboratorio de Anthony Cerami. Se convirtió en profesor asistente en la Universidad Rockefeller en 1985, así como biofísico asociado al hospital universitario entre 1984 y 1986.
Beutler regresó a Dallas en 1986 como profesor asistente del Departamento de Medicina Interna del Centro Médico del Sudoeste de la Universidad de Texas.
También fue asistente de investigación en el Instituto Médico Howard Hughes, donde se mantuvo durante los siguientes 14 años. Se convirtió en profesor e investigador asociado en 1990, llegando a ser profesor titular en 1996.
En 2000, Beutler se marchó al Instituto de Investigación de Scripps en La Jolla, California (EE. UU.) como profesor del Departamento de Inmunología. En 2007, fue nombrado director del recién creado Departamento de Genética en dicho Instituto.

## Principales contribuciones científicas
Beutler es conocido principalmente por ser pionero en estudios de los mecanismos moleculares y genéticos asociados a la autoinmunidad. Fue el primero en aislar el factor de necrosis tumoral alfa en ratones (TNF), y en demostrar el potencial inflamatorio de esta citocina, demostrando su importante papel en el shock inducido por endotoxinas. Posteriormente, ideó moléculas recombinantes diseñadas expresamente para neutralizar el TNF, fusionando la porción del receptor del TNF de unión de proteínas con la cadena pesada de una molécula de inmunoglobulina para forzar la dimerización del receptor. Estas moléculas fueron posteriormente usadas de forma masiva como medicamento, conocido como Etanercept en el tratamiento de la artritis reumatoide, enfermedades de Crohn y psoriasis así como otros tipos de inflamaciones.
Interesado en el mecanismo por el que las endotoxinas o lipopolisacáridos LPS activan los mecanismos celulares de inmunidad en los mamíferos, Beutler usó estas células tumorales para producir fenotipos al objeto de identificar receptores de LPS. La identificación de la localización genética en los mamíferos del gen Lps es conocida desde los años 60 y es clave en la determinación genética de todas las respuestas biológicas de los LPS. Beutler así mismo descubrió la clave de la sensibilidad a la infección microbiana de los mamíferos, demostrando que uno de los receptores «Toll» -en la membrana celular- es el TLR4, formando parte del complejo receptor de los LPS. Los receptores tumorales TLR (de los cuales, diez tipos han sido descubiertos en humanos) ahora son mejor conocidos a la hora de detectar microorganismos, cada uno detecta un tipo de moléculas que provocan la infección. Esos receptores median en enfermedades graves incluyendo el coma y la inflamación sistémica que transcurre a lo largo de las enfermedades infecciosas. Ellos son el núcleo de la patogénesis en inflamaciones relacionadas con enfermedades autoinmunes conocidas como eritematosis sistémica lupus.
El mapeo del gen Lps fue completado en 1998. Beutler posteriormente continuó aplicando sus descubrimientos genéticos en el estudio de la inmunidad animal en mamíferos. En este proceso, las mutaciones génicas que se producen en las infecciones autoinmunes, haciendo el proceso aleatorio, son minimizadas usando agentes alquilantes (ENU, -en inglés-), detectados por sus efectos fenotípicos y desde que su posición génica fue aislada. Su trabajo reveló muchas señales moleculares requeridas en la respuesta inmune ayudando a delimitar el campo de la bioquímica de la autoinmunidad.
La mutagénesis de los agentes alquilantes (ENU) ha sido utilizada por Beutler y sus colegas en el estudio de la respuesta definida contra agentes infecciosos. A través de la proyección de un gen mutado para la susceptibilidad del citomegalovirus en los ratones, se han identificado una gran cantidad de genes que permiten establecer la diferencia entre la vida y la muerte durante la infección a los que genéricamente se les denomina «resistomas» del citomegalovirus en ratones.
Esos genes han sido clasificados en grupos por categorías como «sensores», «señalizadores», «efectores», «homeostáticos» y «desarrolladores» y algunos tienen aplicaciones aún no descubiertas. Por ejemplo, los canales iónicos del músculo liso de las arterias coronarias son esenciales en el papel homeostático mientras dura la infección por este microbio y las mutaciones que les afectan son causa repentina de fallecimiento durante el curso infeccioso.

En el transcurso de sus trabajos, Beutler y sus colegas han identificado genes requeridos en otros importantes procesos biológicos, incluyendo la regulación de la absorción de hierro. y también y desarrollo embrionario, desde que su ruptura por ENU ha creado variedades sorprendentes y anormales de fenotipos visibles.

## Galardones
- Outstanding Investigator Award (1994)
- Premio Robert Koch[16] (2004)
- William B. Coley Award (2006)
- Gran Prix Charles-Leopold-Mayer (2006)
- Premio Balzan[17] (2007)
- Doctor honorario de la Universidad Técnica de Múnich (2007)
- Frederik B. Bang Award (2007)[18]
- Albany Medical Center Prize (2009)[19]
- Shaw Prize (2011)[20]
- Premio Nobel de Medicina junto con Jules A. Hoffmann y Ralph M. Steinman (2011)[1]

## Vida privada
Beutler se casó con Barbara Beutler (nacida Lanzl) en 1980 y se divorció en 1988, Beutler tiene tres hijos: Daniel (n. 1983), Elliot (n. 1984) y Jonathan (n. 1987).